# Giovanni de Ventura
Giovanni de Ventura byl morový doktor ve městě Pavia v Itálii. Byl vystudovaný lékař a měl univerzitní titul.

## Smlouva s městem Pavia

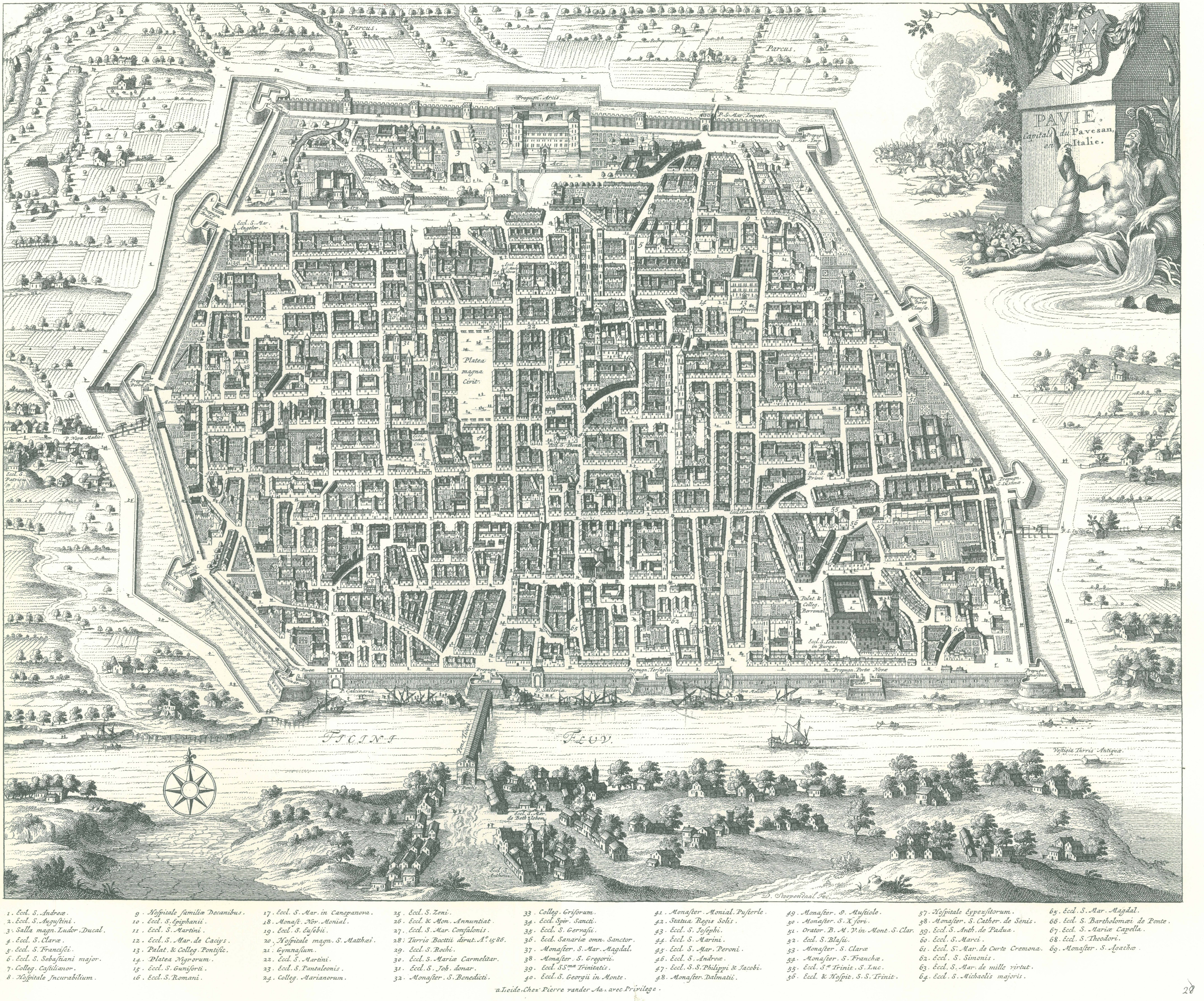
Pieter van der Aa - mapa Pavie z roku 1728

V roce 1479 se Venturovi, který měl čerstvě po studiích, podařilo vyjednat velmi výhodnou smlouvu s městem Pavia na pozici morového doktora, jehož úkolem bylo léčit nakažené morem. Smlouva s městem obsahovala 16 doložek. Bylo mu uděleno občanství a jeho měsíční plat činil 30 florinů, což bylo v průměru 5-6 platů zkušeného řemeslníka. Adekvátně k tomu mu byl udělen i kompletně vybavený dům v adekvátní lokalitě s dodatečnými provozními náklady. Také mu byla předem udělena hotovost a odstupné po jeho odchodu, které činilo dva měsíční platy. Po svých pacientech neměl požadovat žádné poplatky, protože ho platilo město, tedy pokud mu sami pacienti něco nenabídli. Pokud by město mělo příliš nemocných a jeho plat nemohl být vyplacen, mohl bez závazků odejít. Nápodobně, pokud by obdržel plat a zemřel dříve než by mohl vykonat své služby, jeho dědicové (patrně rodiče) byli povinni platbu vrátit.
Nejdůležitější z výhod jeho smlouvy s městem bylo obdržení občanství, protože byl přistěhovalcem z venkova. To mu dalo možnost založit si ve městě lukrativnější živnost, poté co jeho smlouva s městem skončila. Tato výhoda pro něj byla největším lákadlem. Na oplátku za udělené výhody se měl ve městě postarat o všechny nakažené morem a infekční pacienty. Pokud to bylo nutné, navštěvoval nemocné třikrát i čtyřikrát za den. Po městě se nemohl pohybovat bez městem určeného doprovodu, aby nešířil nakažlivé nemoci, proto také nemohl navštěvovat pacienty s jinými nemocemi.

## Profesionalita
Jako profesionální doktor té doby, Ventura udržoval určité standarty. Ty zahrnovaly etický kodex a profesionální oblek. Měl mít dobré vychování, být odvážný, obezřetný před nebezpečím a neměl praktikovat pochybné léčebné postupy. K tomu se od něj očekávala přátelskost, srdečnost, zdvořilost, soucitnost, cudnost, střízlivost a milosrdenství. Měl pracovat se svými kolegy a být k nim dobrosrdečný. Také měl být moudrý a profesionální ve svých prognózách. Rovněž neměl být chamtivý po penězích. Jeho oblek měl vypadat jako oblečení profesionálního úředníka té doby. Neměl klít a používat vulgární výrazy a neměl dovoleno tlachat či dávat nejasné odpovědi. K tomu měl být zdvořilý k městským úředníkům a být milý k hostům. Měl být mužem mála slov. Se svými pacienty měl jednat s úctou a měl mít vysoké morální hodnoty, speciálně pokud šlo o ženy. Neměl se uchylovat k drbání s paní domu nebo služebnými.

## Doktor se zobákem

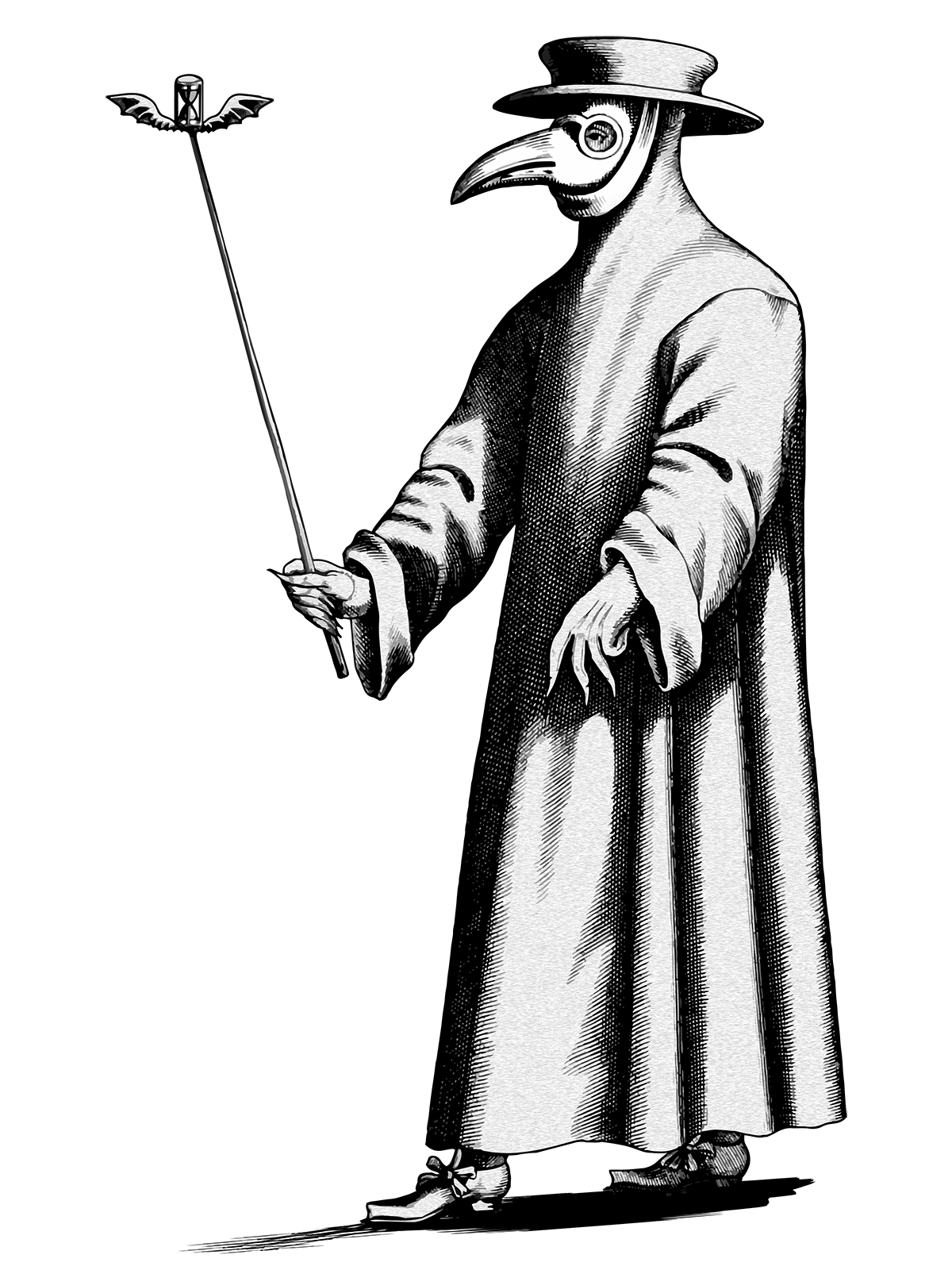
Morový doktor

Moderní autoři často poukazují na ochranné obleky, které nosívali moroví doktoři. Obzvláště charakteristickým prvkem jejich obleku se stala maska se zobákem. Oblek morového doktora spočíval z těžkého kabátu z naolejované kůže nebo voskované látky a masky se skleněnými otvory pro oči a zobákem, do kterého se dávaly vonné substance. Také nosili hole, které sloužili k vyšetření pacientů bez toho aby se jich museli dotýkat. Takový oblek byl ovšem vynalezen až v roce 1619, proto byl Ventura pravděpodobně oblečen jako profesionální úředník.

## Rodina
Historik Carlo M. Cipollia se domnívá, že Ventura neměl vlastní rodinu. Ačkoli nejsou žádné záznamy, které by ukazovaly na jedno nebo druhé, tak Ventura zřejmě neměl ženu ani děti. Tato domněnka je založena na 4. doložce jeho smlouvy s městem, která nenaznačuje, že by udělený dům byl určen pro rodinu. Na druhou stranu 8. doložka indikuje, že měl rodiče, kteří by museli vrátit předem zaplacené peníze za jeho služby, pokud by zemřel dříve, než by stačil vykonat své povinnosti.